# Championnats du monde de cyclisme sur route 1935
Navigation
Leipzig 1934 Berne 1936
Les championnats du monde de cyclisme sur route 1935 ont eu lieu le 18 août 1935 à Floreffe en Belgique.

## Résultats
| Épreuves :                          | Or                  | Or              | Argent                    | Argent       | Bronze                    | Bronze       |
| Professionnels                      |                     |                 |                           |              |                           |              |
| Hommes - course en ligne            | Jean Aerts Belgique | 6 h 05 min 19 s | Luciano Montero Espagne   | + 2 min 57 s | Gustave Danneels Belgique | + 9 min 08 s |
| Amateurs                            |                     |                 |                           |              |                           |              |
| Hommes - amateurs - course en ligne | Ivo Mancini Italie  | -               | Robert Charpentier France | -            | Werner Grundhal Danemark  | -            |

## Tableau des médailles
| Rang  | Nation   | Or | Argent | Bronze | Total |
| ----- | -------- | -- | ------ | ------ | ----- |
| 1     | Belgique | 1  | 0      | 1      | 2     |
| 2     | Italie   | 1  | 0      | 0      | 1     |
| 3     | Espagne  | 0  | 1      | 0      | 1     |
| 3     | France   | 0  | 1      | 0      | 1     |
| 5     | Danemark | 0  | 0      | 1      | 1     |
| Total | Total    | 2  | 2      | 2      | 6     |